# Krevnice kanadská
Krevnice kanadská (Sanguinaria canadensis) je rostlina, která roste na severu centrální části Spojených států a v Kanadě.
Tato 20–30 cm vysoká bylina s bílým květem kvete v dubnu až květnu. Její hlavní kořen vylučuje krvavě červenou šťávu. Ta pravděpodobně inspirovala domorodé obyvatelstvo Ameriky, které s touto rostlinou experimentovalo na poli medicíny. Krevnice kanadská byla jedním z nejpopulárnějších bylinných léků mezi původními Američany.[zdroj⁠?!]
Extrakt z jejího kořene je díky svým nekrotizujícím účinkům na živou tkáň jednou ze složek nebezpečného přípravku alternativní medicíny zvaného Black Salve (černá mast), který je určen k léčbě rakoviny kůže.